# Ganoderma vanheurnii
Ganoderma vanheurnii är en svampart som beskrevs av Steyaert 1972. Ganoderma vanheurnii ingår i släktet Ganoderma och familjen Ganodermataceae.   Inga underarter finns listade i Catalogue of Life.